# Matija Mažuranić
Matija Mažuranić (n. 4 februarie 1817, Novi Vinodolski, Primorje-Gorski Kotar, Croația – d. 17 aprilie 1881, Straßgang⁠(d), Ducatul Stiria, Austro-Ungaria), a fost un scriitor croat.
Scriitor de jurnale de călătorie, Matija a fost fratele lui Ivan, care a scris cunoscutul poem epic Smrt Smail-age Čengića ("Moartea agăi Smail Čengić", 1846). 

## Biografie
Matija Mažuranić a studiat la o școală germană în orașul natal, unde a fost instruit pentru a deveni fierar. Adesea s-a complăcut în călătorii (în Muntenegru, Serbia) și, în mod excepțional, în câteva ocazii, în Bosnia. În 1841 s-a întors la Novi Vinodolski, unde a practicat meșteșugurile și agricultura, dar s-a implicat și în literatură și probleme culturale în general. În 1847 a ajuns la Viena, în 1848 din nou în Bosnia (la Sarajevo, la curtea lui Fazli-paša Šerifija). La sfârșitul anului 1848, într-o scrisoare adresată fraților săi, a spus: „Nu știu când mă voi întoarce acasă, pentru că mi-a fost, îmi este teamă, pentru această țară. Turcii  mă iubesc foarte mult pentru înțelepciunea mea, așa spun ei, iar [cei din] raia au din ce în ce mai multă încredere în mine, iar din această cauză nu voi ajunge la un alt rezultat în afară de o mitră pe cap sau o țeapă în fund". După Sarajevo, Matija a plecat la Istanbul (cu toate că nu se pot stabili datele exacte) și, conform unor legende chiar mai departe, la Suez și în Egipt. În 1852, Matija s-a întors la Novi, unde s-a stabilit înainte de a se îmbolnăvi în 1879. A dus o viață retrasă până când au început să se manifeste simptomele degenerării minții. A murit în cele din urmă în sanatoriul unui cunoscut psihiatru, Richard von Krafft-Ebing, lângă Graz, la 17 aprilie 1881.

## Lucrări scrise
Ca scriitor, Mažuranić a fost remarcat pentru istoricul său de călătorie Pogled u Bosnu (O vedere a Bosniei). În timpul călătoriilor sale din 1839 în Bosnia (de la Karlovac, Sisak și Kostajnica până la Belgrad, pe jos sau pe cal, de la Sarajevo, Travnik, prin Romanija până la Zvornik) - Mažuranić a scris o lucrare care poate fi citită atât ca aventură, cât și ca o relatare realistă a celor observate și experimentate. Lucrarea conține diferite opinii ale autorului cu privire la raporturile dintre otomani și bosniaci sau dintre islam și creștinism, cu relatări ale obiceiurilor vieții de zi cu zi, imagini ale curților de vizir ale agalelor și pașelor, dar și, de asemenea, imagini ale popularelor baruri meyhane sau contemplații asupra vieții cotidiene, dragostei și morții.
- Pogled u Bosnu, ili kratak put u onu krajinu, učinjen 1839—40. po jednom domorodcu, Zagreb, 1842 (O vedere a Bosniei sau o scurtă călătorie în această regiune, făcută în 1839-1840)
- Izabrana djela, (Opere alese) PSHK, n. 32, Zagreb, 1965